# Deklaracja wekslowa
Deklaracja wekslowa – dokument, który określa warunki wypełnienia weksla in blanco, ustalone w wyniku porozumienia pomiędzy wystawcą weksla a bankiem przyjmującym weksel (remitentem). 
Deklaracja wekslowa zawiera zazwyczaj:
- warunki, od których spełnienia zależy prawo wypełnienia weksla,
- określenie kwoty, na którą weksel może być wystawiony,
- określenie rodzaju terminu płatności, jakim weksel może być opatrzony.

Z deklaracji może wynikać również upoważnienie dla remitenta do wpisania na wekslu wskazanych w deklaracji klauzul wekslowych:
1. "bez protestu" lub "bez kosztów",
2. domicyliatu,
3. waluty (w postaci umowy pożyczki, kredytu),
4. upoważnienie do przedstawienia weksla płatnego za okazaniem lub w pewien czas po okazaniu,
5. "nie na zlecenie" lub "na zlecenie".

W przypadku braku upoważnienia na deklaracji do wpisania na wekslu klauzul wekslowych, remitent nie ma prawa tego uczynić.
Deklaracja wekslowa może również zawierać:
- obowiązek powiadomienia wystawcy przez remitenta o zamiarze lub wypełnieniu weksla,
- termin, do którego weksel może być przez remitenta uzupełniony,
- upoważnienie dla remitenta do zniszczenia weksla po spłacie zobowiązania.

Deklaracja wekslowa nie jest warunkiem ważności samego weksla i może ona występować w dowolnej formie. Brak pisemnego porozumienia co do uzupełnienia weksla in blanco oznacza, iż wystawca weksla upoważnił remitenta do uzupełnienia weksla według jego uznania. Z drugiej jednak strony, brak pisemnego porozumienia upoważnia remitenta do uzupełnienia weksla tylko jego ustawowymi elementami. W takim przypadku nie jest uprawniony do wpisania na wekslu klauzul wekslowych.